# 高橋大
髙橋 大（たかはし だい、1976年（昭和51年）3月23日 - ）は、日本の政治家。秋田県横手市長（3期）。横手市議会議員（2期）、十文字町議会議員（1期）などを歴任した。

## 来歴
1976年、秋田県平鹿郡十文字町（現・横手市）生まれ。江東区立東川小学校、十文字町立十文字中学校（現・横手市立）、秋田県立増田高等学校、秋田経済法科大学（現・ノースアジア大学）経済学部を卒業。大学卒業後は東京都の商事会社に勤務した。
2004年（平成16年）、十文字町議会議員に就任。2005年（平成17年）10月1日、十文字町は、横手市・増田町・平鹿町・雄物川町・大森町・山内村・大雄村との合併により新制の横手市となって消滅。これに伴って10月23日に行われた横手市議会議員選挙に出馬し当選。
2009年（平成21年）10月、横手市議に2期目の当選。
2013年（平成25年）10月20日に行われた横手市長選挙に無所属で出馬。現職の五十嵐忠悦を僅差で破り初当選した（高橋：28,063票、五十嵐：27,578票）。投票率は68.72％だった。10月23日、市長就任。県内の現職首長の中で最年少（37歳）の首長となった。
2017年（平成29年）10月17日に行われた市長選で元職の五十嵐を破り再選。
2021年（令和3年）10月17日に行われた市長選で新人2人を破り3選。

## 政策・主張
- 2015年（平成27年）1月28日、県と市町村が地域活性化に取り組む「県市町村未来づくり協働プログラム」を活用して、「横手市増田まんが美術館」のリニューアルを県に提案したことを明らかにした。ゆくゆくは「漫画の聖地」にするとの意向を示した。総事業費は4億～5億円を見込む[9]。

- 成瀬ダムの建設に反対する市民団体が、横手市がダム建設費を負担していることは不当であるとして、市長である高橋大を相手に公金支出差し止め訴訟を起こしたことがある[10]。裁判は、2017年（平成29年）までに市民団体側の訴えが棄却されている[11]。